# Юбилейный парк (Барнаул)
Юбиле́йный парк — парк культуры и отдыха, расположенный в Барнауле. До 1970 года носил название Пороховой парк.
Юбилейный парк находится в Ленинском районе, в географическом центре города, между улицами Гущина, Малахова, 3-й Речной, Чеглецова и Северо-Западной. Имеет форму неправильного пятиугольника и занимает площадь 57 га.
Через парк протекает река Пивоварка, в его западной части имеется болото.
Весной 2022 года, после голосования жителей города, парк Юбилейный был включён в программу благоустройства по нацпроекту «Жильё и городская среда».  Началась масштабная реконструкция парка, которая содержит 4 этапа и продолжится до конца 2025 года.
На благоустройство зеленой зоны Юбилейного в 2022–2023 годах было потрачено 187,5 млн рублей. В 2024 году выделено 132,2 млн рублей.

## История
Парк «Юбилейный» долгое время назывался «Пороховым», так как в годы Великой Отечественной войны в нём располагались пороховые склады. Позже они были ликвидированы, в роще на границе парка появилось кладбище японских военнопленных (всего было погребено 256 человек), работавших рядом на стройках города
В 1970 году в честь 100-летия со дня рождения В. И. Ленина, а также 25-летия Победы в Великой Отечественной войне, парк был переименован в «Юбилейный».
В 1950—1960-е годы территория парка постепенно благоустраивалась, появилась танцплощадка для молодежи, летние кафе и бассейн, был проведён свет, заасфальтированы дорожки. 
В 1970—1980-е годы — построены первые аттракционы для детей и взрослых: качели, колесо обозрения, горки, игровые автоматы, карусели, тир, был установлен списанный самолёт Ту-104. Вплоть до 1990-х годов это место оставалось одним из любимых мест отдыха барнаульцев.
После распада СССР и изменением экономической ситуаций в стране содержание на городском балансе паркового хозяйства оказалось невыгодным. Постепенно некоторые аттракционы приходили в негодность и их уже не восстанавливали, часть построек сгорела, а часть была разрушена. К середине 1990-х годов парк перестал работать и был фактически заброшен.
В 1996 году Барнаул посетила делегация из Японии, собиравшая сведения о местах захоронений японцев. Были проведены раскопки, найденные останки 81-го человека были кремированы и увезены в Японию. На месте бывшего кладбища барнаульские предприниматели поставили памятник. Авторами памятника стали художник Виталий Полукаров и скульптор Николай Звонков (автор памятника Василию Шукшину). Памятник представлял собой три схваченные кольцом стелы, символизирующие рвущихся из неволи людей. Будда у подножия мемориала охранял покой умерших, а скорбные колокола должны были напоминать живым о прошлом Но постепенно многие сделанные из бронзы элементы памятника были украдены, а позднее была разобрана и сама конструкция.

## Животные и растения
Парк "Юбилейный" является самым большим городским парком в Барнауле и в Сибири. Более чем 95 % территории парка составляет зелёная зона.
Здесь произрастают около 30 видов ценных пород: ель, сосна, рябина, липы, черёмуха, вязы и т.д..
В парке обитает большое множество животных, таких как: белки, совы, коршуны, соловьи, утки, иволги, куница, вороны, ондатра и другие.

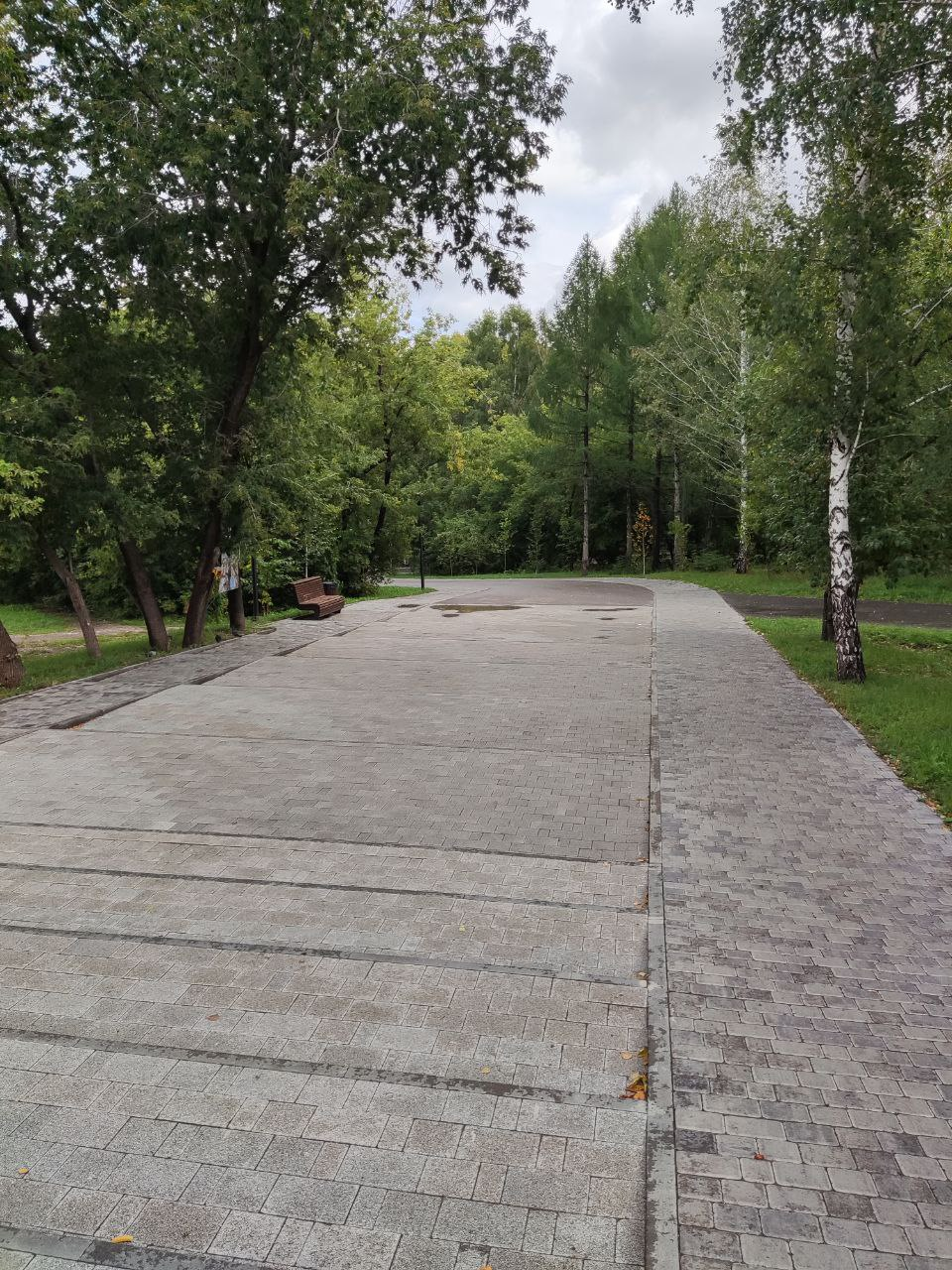
Вид на парк сразу после входа.

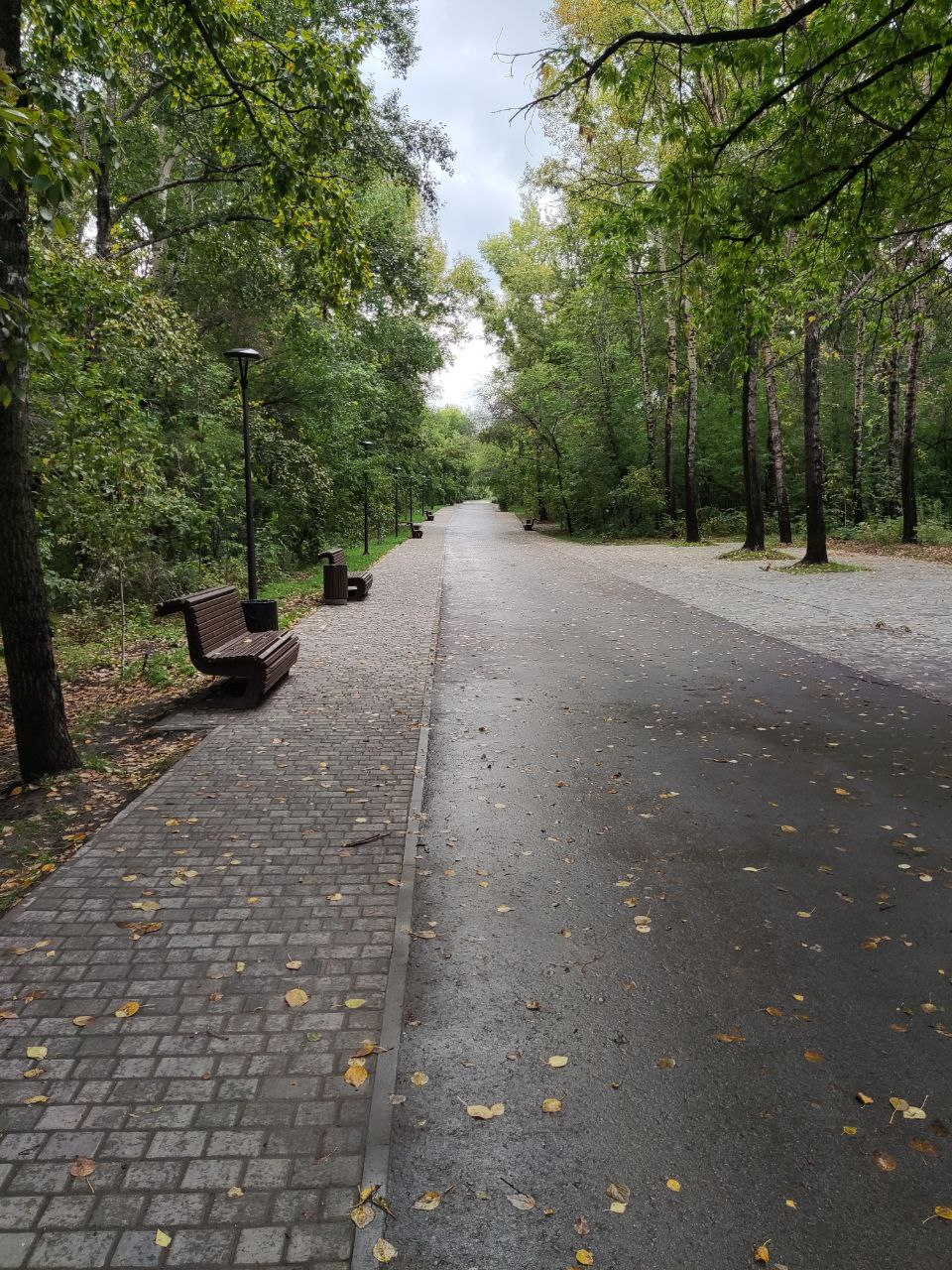
Центральная аллея в Юбилейном.

## Отдых и благоустройство
При входе в парк, можно увидеть стенды с главными правилами посещения: о поддержании порядка, выгуле животных, фотосъёмке, въезде автомобилей и прочем.
Парк оборудован для активного отдыха, пикника и отдыха с детьми. 
Проложенные дорожки из асфальта и мелкого щебня подходят для бега, велосипедов, лыжероллеров и роликовых коньков. Зимой здесь можно ездить на лыжах, что часто практикуют барнаульцы.
Для любителей физических упражнений на свежем воздухе и для детей установлены спортивные площадки. 
Также на текущий момент, на территории парка расположены лавочки, фонари, камеры, есть бесплатный туалет и автоматы с орешками, где всегда можно купить угощение для белочек. Есть специально оборудованные дорожки для бегунов, памп-трек, ски-кросс, дерт-трасса и скейт-площадка .
В парке проводятся различные общественные мероприятия, праздники, выступают уличные, а иногда и профессиональные артисты и музыканты.

## Транспортная доступность
К парку в пешеходной доступности находятся несколько автобусных остановок и одна трамвайная: 
—со стороны Кардиоцентра на ул. Малахова - "Больница шинного завода";
—с ул. Юрина также есть остановка с аналогичным названием "Больница шинного завода";
—с района Поток ближайшая остановка - "Столовая Бия", рядом с ней одноименная остановка для трамваев.
На автомобиле к парку можно подъехать на ул. Гущина со стороны улицы Малахова, а также на ул. Гущина со стороны Северо-западной улицы. 

## Состояние парка до 2022 года
До 2022 года от парка культуры и отдыха остался лишь зелёный массив, в котором сохранились полуразрушенные асфальтированные дорожки, фонарные столбы без ламп и фундаменты аттракционов. Территория была неблагоустроена, жители окрестных жилых кварталов иногда использовали территорию парка для свалок бытового и строительного мусора, вырубали деревья. 
Территория парка не обрабатывалась санитарными службами, здесь зафиксировано большое количество заражённых энцефалитом клещей.
C 90-х годов XX века до 2010-х годов на территории парка зафиксирована сложная криминогенная обстановка С августа 2007 года здесь происходит патрулирование аллей и дорожек сотрудниками конной милиции

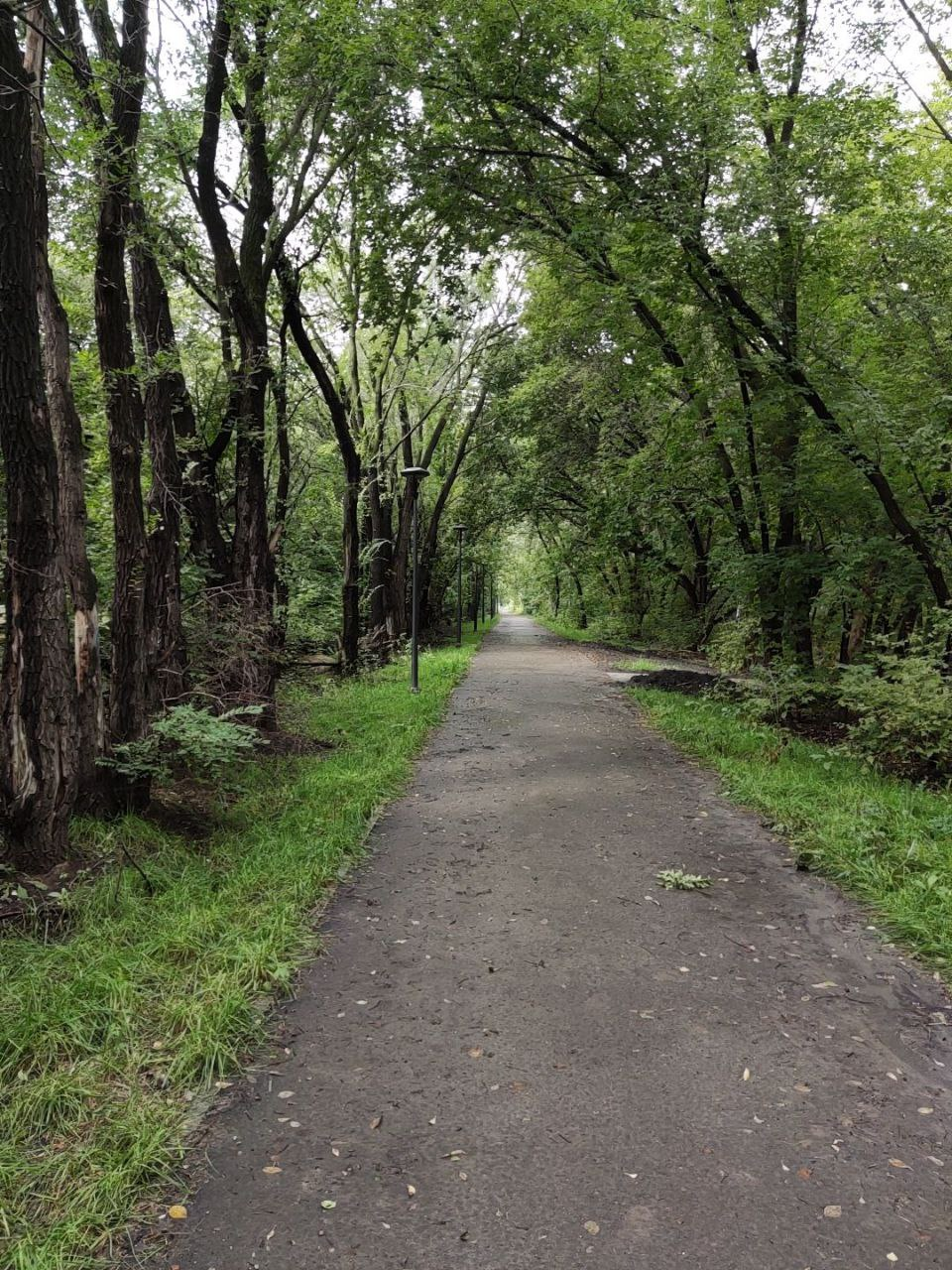
Одна из дорожек парка.

Тем не менее, Юбилейный парк остается одним из мест отдыха горожан. С 1998 года городская администрация неоднократно объявляла конкурс на передачу территории парка в аренду с условием сохранения культурно-досугового профиля данного объекта. Рассматривались разные предложения, даже создание на данной территории зоопарка, но все они отклонялись из-за отсутствия реальных финансовых вложений В 
2006 году мэрия отказала сети магазинов «Metro Cash & Carry» разместить здесь свои торговые площади, но заявила, что инвестор определён и идет разработка проекта по восстановлению парковой зоны
С того момента, каких-либо инвестиций в парк не было, поэтому на 2021 год он оставался заброшенным. Бетонная арка, украшавшая вход в парк, осыпалась, пруд заболотился, в нём плавает мусор, колёса и даже кресло, большая часть дорожек заросла травой.

## Реконструкция парка и изменения с 2022 года по сегодняшний день
Зелёная зона Ленинского района Барнаула, парк «Юбилейный», пережившая расцвет в советское время и запустение в 90-е, дождалась масштабного обновления в рамках нацпроекта «Жильё и городская среда». А значит, на одну прогулочную зелёную зону в городе станет больше. В активном курсе на озеленение, который реализует администрация города, «Юбилейный» ввиду своей огромной территории играет важную роль.
Новая жизнь «Юбилейного» началась после включения его в программу благоустройства по нацпроекту «Жильё и городская среда». Парк для благоустройства выбрали жители Барнаула с помощью интернет-голосования. На работы выделили более 82 миллионов рублей. Реконструкция парка  в Барнауле началась весной 2022 года.
По плану реновации благоустройство «Юбилейного» должны закончить к 2025 году. Всего запланировано четыре этапа работ, каждый из которых рассчитан на календарный год.
Во время первого этапа, подрядчик отремонтировал лестницу, отреставрировал входную белую арку. На центральной аллее уложили плитку и асфальт, построили площадку для мероприятий, установили скамейки и урны, а также убрали поросль и часть старых деревьев. Вместо них посадили 490 новых: рябины, клёны, берёзы, черёмуху и вязы. К октябрю в парке установили 13 камер видеонаблюдения и 100 опор уличного освещения с фонарями. На этом, 30 октября 2022 года первый этап благоустройства барнаульского парка «Юбилейный» был завершён.
На втором этапе реконструкции, в 2023 году, была создана сеть велодорожек и основных пешеходных путей. Эти работы были закончены осенью 2023 года.
Сейчас закончился третий этап, подрядчик обустроил функциональные зоны. В «Юбилейном» появились новые детские площадки, места для выгула собак и целая сеть спортобъектов — для тенниса, бадминтона, волейбола, воркаута и мини-футбола. Также в парке уже закончились работы по созданию экстрим-парка для велосипедистов и скейтеров. Его частью стал памп-трек, ски-кросс, дерт-трасса и скейт-площадка.

От района "Поток" в сторону парка был проведен широкий тротуар из асфальта, идущий через реку Пивоварка.

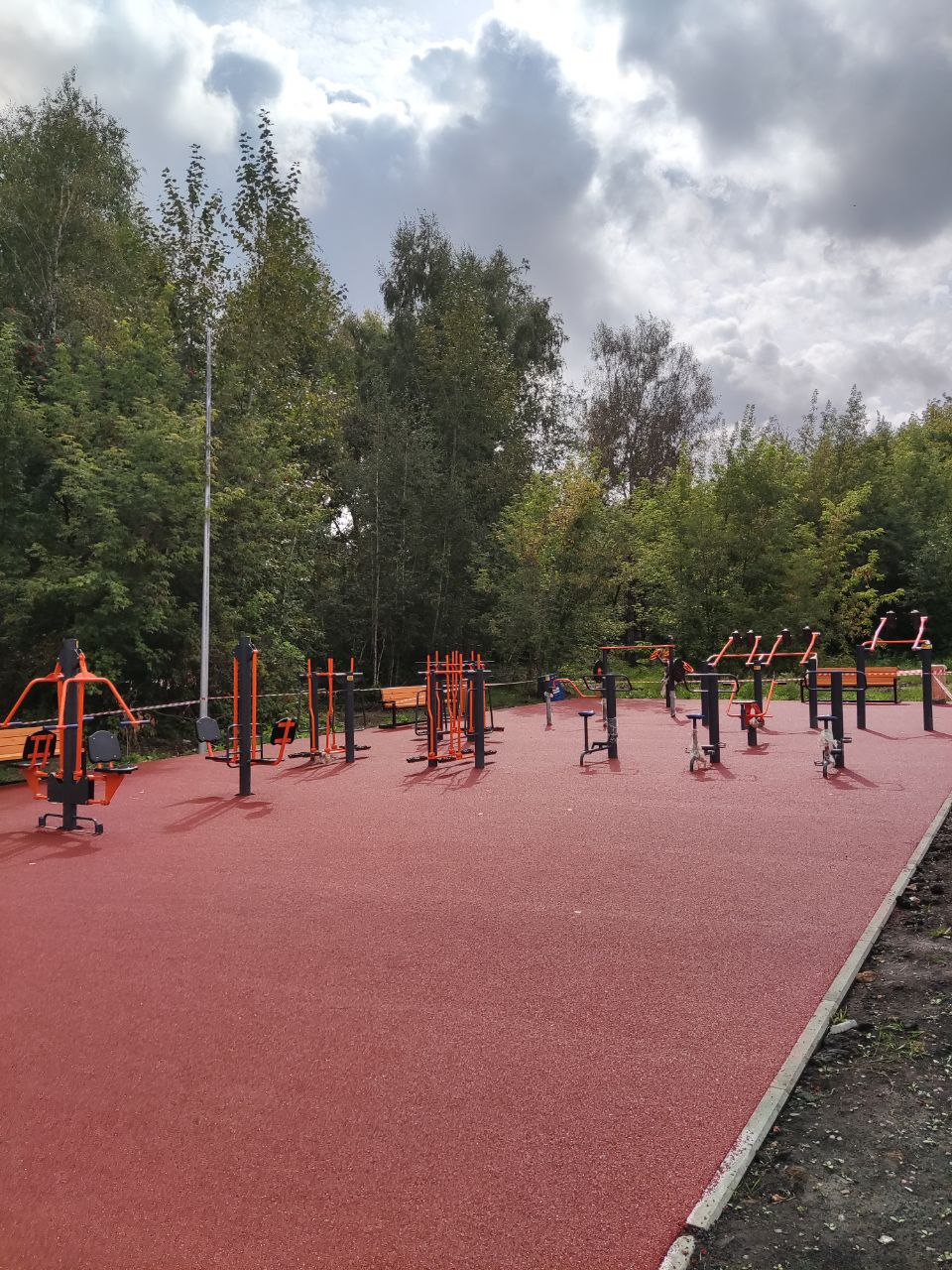
Тренажерная площадка в парке

Финальный четвёртый этап благоустройства запланирован на 2025 год — ландшафтное озеленение и создание зоны спокойного отдыха. В верхней части парка горожане по-прежнему смогут в зимний период кататься на санках и «бубликах». 

Часть парка займёт «народный дендросад», где барнаульцы смогут самостоятельно сажать деревья и гулять. Коммерческих аттракционов в парке не запланировано, здесь будет территория спорта и тихого отдыха горожан.

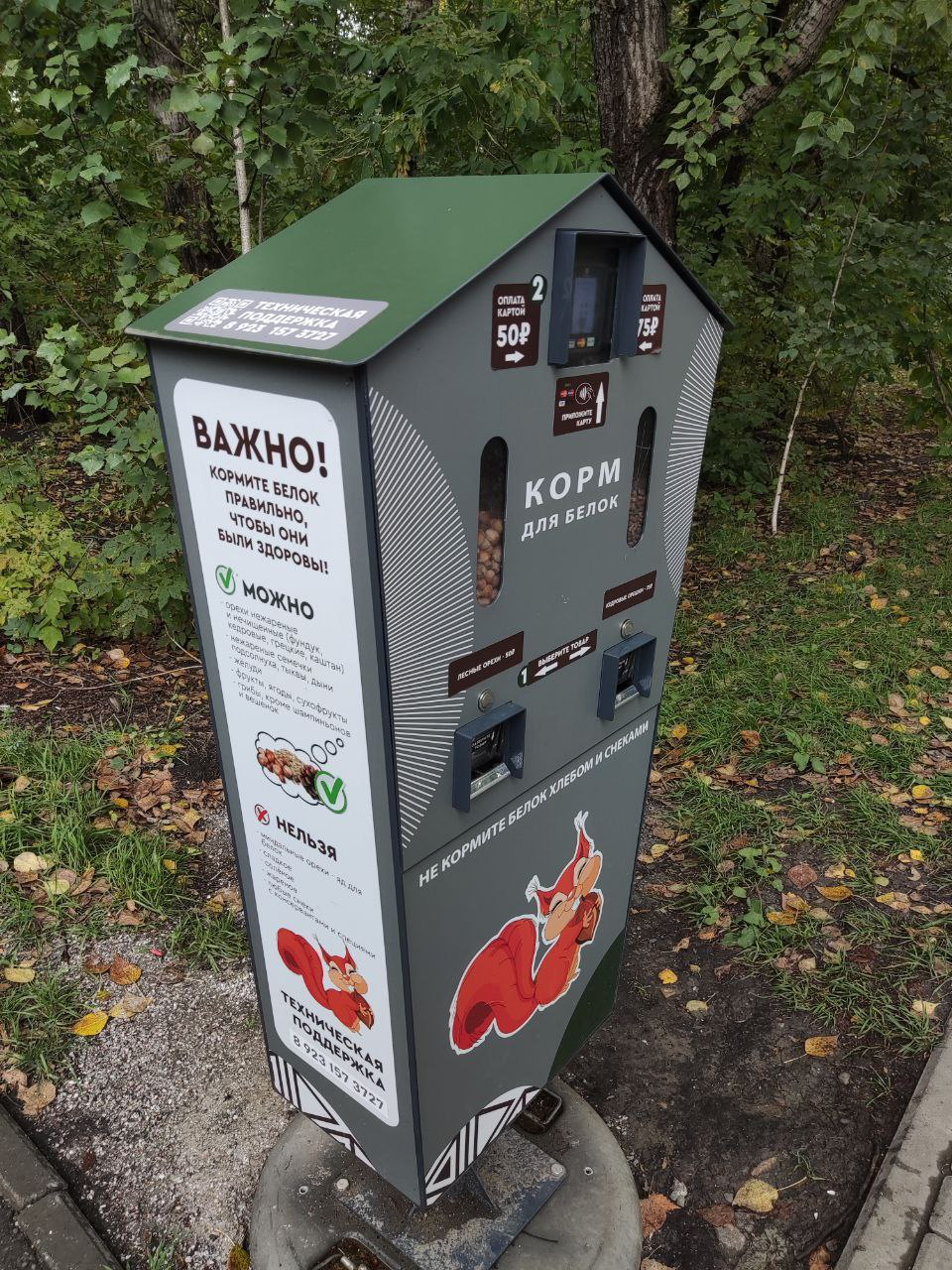
Автомат покупки орехов для белок.